# 札幌市交通局A800形電車
札幌市交通局A800形電車（さっぽろしこうつうきょくA800がたでんしゃ）は、札幌市交通局が1963年に導入した札幌市電の路面電車車両である。

## 概要
1963年（昭和38年）にラッシュアワーの輸送力増強用として製造された札幌市電初の連接車。A801-A802号～A805-A806号の3編成6車体。車両間の通り抜けができないという、親子電車M100形・Tc1形の反省から2車体貫通式となった。
型式の「A」はarticulateの頭文字である。集電装置は奇数番号車のみに搭載していた。当初は片側3扉で前車より乗車し後車から下車する運賃後払い方式であったが、1964年（昭和39年）にA810形の登場に伴い、同形式に合わせた、運賃収受方法を後車より乗車して前車より下車するパッセンジャーフロー方式とするため、運転席右側に乗車ドアを増設した。
曲線区間での車体の張り出しを抑えるため、編成両端（オーバーハング）が大きく絞られているほか、引き違い式の側面窓や、混雑時に一部を収納できるロングシートを装備するなどの特徴を持つ。
1972年（昭和47年）4月～1974年（昭和49年）7月に休車となった後、1976年（昭和51年）6月に全車廃車された。

## 保存車
A801-A802号が札幌市交通資料館に保存されている。他にはA803-A804号が東区内で喫茶店として、A805-A806号が新篠津村の運動公園で倉庫として利用されていたが、これらは既に解体され、現存しない。

## 主要諸元（2車体分）
- 全長：22,800mm
- 全幅：2,230mm
- 全高：3,050mm
- 自重：25t
- 定員：144人
- 出力・駆動方式：40.0kW×3・吊り掛け式
- 台車型式：日本車輌N104A（両端）・N106（中間部）